# Ленский мост
Ленский мост («Мостовой переход через реку Лена в районе города Якутска») — строящийся мостовой переход, который объединит федеральную автомобильную дорогу «Вилюй» с автодорогами «Лена» и «Колыма». Мост свяжет Восточную Сибирь с портами Охотского моря через транспортный коридор от Иркутскa до Магадана, образуя Северный широтный экономический пояс России. После завершения строительства Россия получит выход на берега своих восточных морей не только вдоль южной границы, посредством Транссиба и БАМа в районе Владивостока и Хабаровска, но и гораздо севернее.
Строительство началось в октябре 2024 года.

## Предпосылки строительства моста
Между восточной и западной частью Якутии стабильное сообщение отсутствует в период весеннего и осеннего ледохода, что означает разрыв транспортной доступности для 62,1 % населения Республики Саха (Якутия) (600,5 тыс. человек). Город Якутск — единственный населённый пункт Российской Федерации, входящий в список 100 крупных и крупнейших городов России, не имеющий постоянного круглогодичного наземного транспортного сообщения с выходом на федеральную дорожную сеть.
Возведение моста через реку Лену обеспечит транспортную связанность на 18 % территории Российской Федерации. В зону круглогодичного транспортного сообщения попадут 83 % жителей Якутии. Проект мостового перехода предполагает 18,3 км дорог, из которых протяжённость самого моста составляет 3,1 км и подъездные пути — 10,9 км.
Мост объединит федеральные автомобильные дороги «Лена» и «Колыма» с федеральной автодорогой «Вилюй», и кратчайшим путём свяжет Восточную Сибирь с портами Охотского моря. Кроме того, появится транспортный коридор от Иркутска до Магадана. При этом рост ВРП региона может составить 2,5—3 % в год.
С вводом Ленского моста будут вовлечены в промышленный оборот объекты по добыче полезных ископаемых примерно на 1 трлн рублей. По мнению главы республики А. С. Николаева мост позволит сэкономить на перевозке грузов около 8 млрд рублей в год.

### Предполагаемые эффекты от строительства моста
- рост круглогодичной транспортной доступности населения с 20,9 % в 2018 году до 70 %, а с учётом обеспечения круглогодичного проезда по ФАД «Вилюй» и ФАД «Колыма» — до 83 %[11];
- 200 млрд рублей инвестиций в несырьевые проекты[11];
- 13,4 млрд рублей в год прогноз поступлений от НДПИ в федеральный бюджет от разработки месторождений в зоне тяготения мостового перехода, с учётом запасов Северного широтного пояса от разработки новых месторождений — 18,5 млрд рублей в год[11];
- 3,8 — 4,1 млрд рублей ежегодно экономия средств регионального бюджета за счёт уменьшения трат на «северный завоз»[12];
- рост грузопотока в 1,7 раза, пассажиропотока — в 2 раза[11];
- снижение стоимости потребительских товаров и услуг на 7-10 %, снижение уровня бедности населения на 1,3 % п. п.[11]

## История развития проекта

### Совмещённый мост
Планировать соединение двух берегов реки Лены возле столицы Якутии стали в начале 1980 годов, в рамках строительства Амуро-Якутской железнодорожной магистрали. Из трёх вариантов расположения мостового перехода к 1986 году выбрали тот, по которому сооружение должны были возвести в 15 километрах выше Якутска по течению Лены, недалеко от посёлка Табага. Планировалось, что Амуро-Якутскую магистраль сдадут в эксплуатацию в 1995 году вместе с совмещенным мостом через Лену, предназначенным для автомобильного и железнодорожного движения. Однако после распада СССР строительство АЯМа замедлилось. В 1997 году строительство ж/д участка Беркакит — Томмот — Якутск было фактически остановлено.
В ноябре 2006 года по итогам межведомственного совещания в Якутске было решено строить автомобильно-железнодорожный мост в Табагинском створе. Предполагалось построить совмещённый мост длиной около 3 км с металлическими фермами по схеме (2 х 154) + 4 х 308 + 5 х (2 х 154) м, стоимость строительства составила 15,4 миллиарда рублей. Проект получил положительное заключение Главгосэкспертизы 23 сентября 2008 года. Сдать мост в эксплуатацию планировалось к 2012 году, однако в связи с начавшимся экономическим кризисом, средств на строительство тогда не нашлось.

### Совмещённый тоннель
В 2010—2011 годах обсуждался вариант строительства совмещённого ж/д и автомобильного тоннеля под Леной, предложенный компанией «УСК Мост». Предполагалось, что строительство тоннельного перехода обойдётся дешевле и быстрее мостового, а также позволит решить проблему ледовых заторов на Лене. Однако эксплуатация тоннеля обошлась бы еще дороже, чем моста. Эксплуатация подобного сооружения в условиях многолетней мерзлоты также вызвала сомнения. Обсуждение варианта строительства тоннеля существенно затормозило процесс реализации строительства перехода через Лену.
11 апреля 2012 года премьер-министр Владимир Путин, отвечая на вопрос Федота Тумусова и Константина Ильковского о строительстве перехода, заявил, что необходимо выбрать более оптимальный вариант проекта (моста или тоннеля) и усомнился в их экономической целесообразности в текущем виде. К этому моменту стоимость возведения моста составляла 79 миллиардов рублей. 
В 2022 году депутат Государственной думы Пётр Аммосов предложил вернуться к рассмотрению варианта строительства тоннеля. В ответ на это глава Якутии Айсен Николаев заявил, что строительство тоннельного перехода под Леной в современных условиях невозможно.

### Автодорожный мост
В июле 2013 года Федеральное дорожное агентство объявило открытый конкурс на право заключения концессионного соглашения на строительство и эксплуатацию автодорожного моста через реку Лену в районе Якутска. От железной дороги на мосту было решено отказаться. Цена строительства оценивалась в 40 миллиардов рублей; срок проектирования и строительства — 6 лет. Победителем конкурса, завершившимся в марте 2014 года, стал консорциум во главе с ООО «Транспортные концессии (Саха)» (банк ВТБ, ОАО «УСК Мост», ОАО «Бамстроймеханизация», ОАО «Институт „Стройпроект“»). Но тогда подписание концессионного соглашения с победителем конкурса не состоялось. Предполагаемые на строительство моста через Лену средства было решено направить на сооружение Крымского моста, правительству РФ было поручено рассмотреть возможность реализации проекта на период после 2020 года.
В марте 2019 года появилось положительное заключение Минэкономразвития России о том, что проект строительства Ленского моста может быть включён в комплексную программу модернизации транспортной инфраструктуры России до 2024 года. В июне 2019 года в рамках Петербургского международного экономического форума Николаев назвал прогноз завершения строительства моста через реку Лену к 2024 году. Он отметил, что по оценкам правительства республики, стоимость строительства моста составит около 60-65 миллиардов рублей. В том же году глава Якутии Айсен Николаев заключил публичное пари с главным редактором газеты «Якутск вечерний», пообещав «съесть свой галстук», в случае отсутствия моста к 2025 году.
Против строительства подъездной дороги протестовали жители села Старая Табага, в котором почти три века проживают русские старожилы (якутяне). Проект реализации моста предусматривал снос 40 домов села для строительства дороги. На встрече с сельчанами в ноябре 2019 года глава Якутии Айсен Николаев представил новый план строительства подъездной дороги, которая пройдёт вдоль берега реки, не затронув дома сельчан и послужит селу защитной дамбой от наводнений.
17 января 2020 года консорциум группы «ВИС» и «РТ-Развитие бизнеса» (дочерняя структура госкорпорации «Ростех») — «Национальная инфраструктурная компания» — был признан победителем торгов на строительство автомобильного моста через реку Лена. «РТ-Развитие бизнеса» владеет 33,4 % в консорциуме, у ВИС — 66,6 %. 13 февраля 2020 года в Москве министр экономики Республики Саха (Якутия) М. А. Данилова и член совета директоров Группы «ВИС» С. Л. Ромашов подписали концессионное соглашение о проектировании, строительстве и эксплуатации мостового перехода. Расходы на инвестиционной стадии реализации проекта оцениваются в 83,4 млрд рублей. Расходы на ранней стадии реализации проекта — 29,1 млрд рублей будут оплачиваться частными инвесторами. 47,9 млрд рублей поступят от федерального бюджета. 6,4 млрд рублей выделит республика Саха (Якутия). Ориентировочная сумма расходов на эксплуатацию в первые 19 лет после завершения строительства составит 20,2 млрд рублей.
По данным выездного совещания от 22 мая 2021 года, работы начинаются на левом и правом берегах реки Лена. Первый этап включает в себя работы по устройству строительных площадок с подъездами, временных дорог, временных причалов на левом берегу, а также устройству наплавных мостов и переустройству сетей (газ и электросети). По состоянию на июль 2022 года продолжаются подготовительные работы. На левом берегу Лены демонтированы 37 опор воздушной электролинии напряжением 10 кВ, вместо них смонтированы 49 новых. На правом берегу перемещены высоковольтные линии на 110 кВ протяжённостью около 4 км. В местах пересечения с будущей дорогой также переносятся сети ПАО «Ростелеком» и ПАО «МТС» длиной свыше 7,4 км.
20 июня 2022 года правительство РФ включило строительство мостового перехода через р. Лену в районе г. Якутска в план дорожного строительства России на 5 лет. 1 февраля 2023 года Айсен Николаев заявил, что мост планируют построить до конца 2027 года.
В сентябре 2023 года проектно-сметная документация второго этапа строительства мостового перехода, выполненная организацией Гипростроймост — Санкт-Петербург, получила положительное заключение Главгосэкспертизы. Стоимость работ оценена в 122 млрд. рублей. В данный этап входит строительство непосредственно моста и правобережного подхода к нему; левобережный подход был выделен в отдельный этап строительства.
В октябре 2023 года окончание строительства Ленского моста было перенесено на 2028 год.
В ноябре 2023 года президент РФ Владимир Путин поручил завершить строительство Ленского моста к 2028 году.

## Строительство
К октябрю 2023 года на левом берегу реки Лены была подготовлена площадка для начала работ по основному этапу.
17 октября 2024 года строительство моста официально началось.
По состоянию на 15 ноября 2024 года работа ведётся на двух берегах в две смены, на площадках работают 90 человек. Установлены 16 буронабивных свай для опор будущего моста, к концу года планом предусмотрено довести количество свай до пятидесяти (длина свай — от 10 до 40 м).
17 января 2025 года в Якутск доставили элементы коффердамов из Тюмени.